# فرانك دريك
فرانك دونالد دريك (بالإنجليزية: Frank Donald Drake)‏ (28 مايو 1930 - 2 سبتمبر 2022) عالم فلكي وفيزيائي أمريكي. يعتبر أحد أبرز الرواد في مجال البحث عن كائنات ذكية خارج كوكب الأرض، بما في ذلك تأسيسه لمشروع سيتي. قام أيضاً بالمساهمة في أول محاولة لرصد أي اتصالات خارج الكوكب وذلك في عام 1960 فيما عرف بمشروع أوزما. قام أيضاً بتطوير معادلة دريك الشهيرة كما قام بإنشاء رسالة أريسيبو، وهي عبارة عن ترميز رقمي يحتوي على المواصفات الفلكية والبيولوجية للأرض وأشكال الحياة فيها بحيث ترسل إلى أرجاء الكون.

## نشأته وتعليمه
ولد في 28 مايو 1930 في مدينة شيكاغو، إلينوي. في شبابه، كان دريك مولعاً بالإلكترونيات والكيمياء. يذكر دريك عن نفسه أنه بدأ يعتقد بفكرة احتمالية وجود حياة على الكواكب الأخرى منذ أن كان في الثامنة من عمره، لكنه لم يناقش الفكرة مع أي فرد من أفراد عائلة ولا حتى مع مدرسيه وذلك بسبب النظرة الدينية التي كانت سائدة في ذلك الوقت.
إلتحق بجامعة كورنيل وذلك بمنحة من فيلق التدريب لضباط الاحتياط البحرية. هناك بدأ دراسته في علم الفلك. واعتقاده بوجود حياة خارج كوكب الأرض تعززت بعد محاضرة من الفلكي الفيزيائي أوتو ستروف وذلك في عام 1951. بعد تخرجه من الجامعة، خدم لوقت قصير كضابط إلكترونيات في الطراد الثقيل يو إس إس ألباني. بعد ذلك، ذهب ليكمل دراساته العليا في تخصص علم الفلك الراديوي وذلك في جامعة هارفرد. شملت هوايات دريك صقل الأحجار الكريمة بالإضافة إلى زراعة الأزهار السحلبية.

## الحياة المهنية
على الرغم من ان أسم دريك ارتبط بمجهوداته في الكشف عن احتمالية وجود أي حياة خارج كوكب الأرض، إلا انه بدأ حياته المهنية بأبحاث في مجال علم الفلك الراديوي لصالح المرصد الفلكي لهيئة الإذاعة الوطنية (NRAO) في جرين بنك، فيرجينيا الغربية، بعد ذلك عمل في مختبر الدفع النفاث التابع لوكالة ناسا. اجرى قياسات مهمة والتي كشفت عن وجود غلاف أيوني جوفياني وغلاف مغناطيسي.
في عام 1960، قاد دريك تحويل مقراب أرسيبو الكاشوفي إلى مركز علم فلك راديوي، ثم أستكملت في بين عامي 1974 و 1996. كباحث، شارك دريك في العمل في المراحل الأولى للنجوم النابضة. في تلك الفترة، كان دريك أستاذ في جامعة كورنيل ومدير المركز الوطني للفلك والغلاف أيوني (ِNAIC)- وهو الاسم الرسمي لمنشأة أريسيبو. في عام 1974، كتب دريك رسالة أريسيبو.

## التكريم
قبة دريك السماوية في ثانوية نوروود في نوروود (أوهايو) سُميت خلفاً لدريك وتم ربطها بوكالة ناسا.